# 聖經思高本

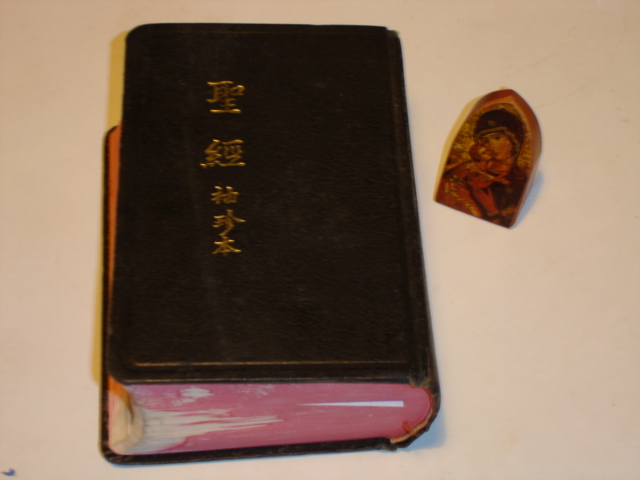
一本《思高圣经合订本》袖珍本圣经

《聖經思高本》，正式名稱為《思高圣经译释本》，通稱《思高聖經》、《思高本》，是华语天主教會最普遍使用的《圣经》中文譯本。此译释本的出版起源自1924年在上海举行的天主教会议决定翻译《圣经》。其由方濟會成立的思高聖經協會（Studium Biblicum O.F.M.）所出版，是聖座唯一認可的聖經中文譯本。
《思高圣经译释本》是由方济会会士真福雷永明神父于1945年在北京所创立的思高圣经学会翻译和注释。會址在北京輔仁大學附屬名叫西煤廠的宿舍內，後來「遷至李廣橋18號的方濟堂（近紫禁城），再遷往小石橋區，輾轉再遷回位於李廣橋的方濟堂。」）。1948年迁往香港继续翻译和注释工作。用了九年时间（1945－1953年）译释旧约共八册，1954年，圣地和香港的圣经学会谊结金兰，雷神父带领学会的众兄弟，在圣地的耶路撒冷方济圣经学院继续深造和实地考察。雷神父也在圣地学院讲避静，讲授《若望福音》。1955年，会士们返回香港，着手把希腊文的《新约》译成中文。其间用了六年时间（1955－1960年）译释新约共三册，新旧约全书共十一册。
1961年学会开展出版圣经合订本的计划，整个工作历时八年，终于在1968年12月25日正式完成，并出版了《思高圣经合订本》，其中不单是修改译文及删减批注，更可说是将整部圣经重译了一次。这是第一部译自原文的公教圣经全译本。香港的思高聖經学会會址在香港渣甸軒德蓀道6號，無其他分會。

## 翻譯參考文本
- 舊約以BHK古抄卷
- 新約以默尔克所校勘的《新约全书》第七版为蓝本

从雷神父的译经工作开始，思高译本皆译自原文，即希伯来文及希腊文。
- 旧约方面：雷神父及圣经学会采用玛索辣经卷作为底本，主要是基特耳（英语：Rudolf Kittel）的希伯来文圣经第3版（1927，1945），也参考斯威特（英语：Henry Barclay Swete）出版的《七十士译本》及格辣提卡主教(Mons. L. Grammatica)出版的《拉丁通行本圣经》，新教称为武加大译本，并早期的叙利亚简明译本別西大譯本；中译本方面参考了耶稣会会士贺清泰神父的《古新圣经》及基督教《委办译本》。其中「德训篇」因只有希伯来文的片断残简，故用《七十贤士译本》译出，以《拉丁通行本圣经》及希伯来残卷作补充。「撒慕尔纪」原文有多处残缺不全，这些地方则以希腊各译本（如七十贤士译本、阿桂拉（英语：Aquila of Sinope）译本、迪奥多蒂翁译本等）修订。「艾斯德尔传」及「多俾亚传」主要参考西乃抄本；译「依撒意亚先知书」，及「哈巴谷先知书」时也曾参考死海古卷的有关经卷。
- 新约方面：译文的蓝本以默尔克所校勘的《新约全书》第七版（Augustinus Merk. Novum Testamentum: Graece et Latine. ed. Septima, Rome: Pontificii Instituti Biblici, 1951）作为蓝本，另参考了其它学者如峰索登（英语：Hermann, Freiherr von Soden）、乃斯特尔（英语：Eberhard Nestle）、缶革耳斯（英语：Heinrich Vogel）、包威尔（Bover）等新约校勘本及西方订正本（Western Recension）。中文版本参考了巴黎外方傳教會會士白日昇（英语：Jean Basset (died 1707)）神父（先前误译为巴设神父）《巴设译本》或《史罗安手抄本》（Sloan Manuscript）、新教来华宣教士马礼逊牧师翻译的《神天圣书》、《和合译本》及其它18、19世纪的天主教中文译本。

## 翻译原则
思高圣经不单祗对经文版本及古译本有细心的选择，在翻译经文时也采取一些既定的原则，这些原则包括：
1. 翻译时一律依据原文，如原文残缺，则以最古的译本补充；如没有好的译文，就以其它相关的经文意义补充。如这一步也不能达到，则加点以示残缺。
2. 尽量不修改原文，除非古译文与原文用字不同，而译文又较原文更合上下文义，或明知是原文抄错，就会修改原文。
3. 如原文版本之间有异，则参考古译本；如意义有难有易，则取较难者，因较易的经文可能经过后人的修改。
4. 参考多种各国语言译本，观察它们如何以近代语言表达经义。
5. 对原文章节决不变动，如多数圣经学者们对某章节主张移动，却没有古译本为根据，则仍不会变动。
6. 翻译时尽力保存原文的语风及语气，并以「信」为主，「达」为次，「雅」则不及前两者重要。但也不可过于依字直译，反使经文意义更为不明，或过于生硬，则失去翻译的意义。

除以上原则以外，对经内人名地名皆依原文音译；然而对那些在教会内已惯用的名词，则予以保存，使经文与教会常用词汇统一。另外在翻译时要注意经文的意义而非将字句逐字译出，翻译时也应保留与原文同样的体裁（如散文、诗、法律等），乃因体裁与经文内容有着显著的关系。由这些翻译原则中，可见学会对圣经原文的选取有极严格规定，以期望从最正确的原文中把天主圣言翻译过来，并以最贴切的中文表达经文的原意。这种苦心可以说为将来出版合订本打下良好的基础。

## 修订原则
整部《思高圣经》的译注历时十五年，然而由于分为十一册的《圣经》注释不便于携带阅读，因此于1961年学会开展出版《圣经》合订本的计划。整个工作历时八年，终于在1968年12月25日完成出版，其中不单是修改译文及删减批注，更可说是将整部《圣经》重译了一次。
在学会开始圣经旧约合订本部分的工作时，雷神父已就修改译文方面提出六项原则，它们分别为：
1. 修改译文时应遵照1924年上海主教会议的决定，译文应为平易、文雅、并为人人能懂的国语，也要因应文体不同而作出相应的译法，如法律宜简明，历史要生动，格言要雅俗、诗歌宜深刻、诔文应悲哀、咏赞要庄严等。
2. 翻译时信、达、雅三方面都要顾及。
3. 应保持中文的典雅，在可能范围内还要保留一些闪族语言的风格。
4. 马丁·路德认为熟悉《圣经》原文不足以译经，译者还须熟悉其所要译成的文字、相关的历史文化，才能翻译得更为正确。
5. 《圣经》不是为文人而写的，故在修订译文时要注意用适当、准确的宗教术语来表达《圣经》作者的意思。
6. 无论是否修改译文，也应参考别人对我们译本的评价；无论是赞赏或反对，我们都应接受，以之作修改的蓝本。

在这些原则指导下，学会成员耗费了八年时间，修订了全部《圣经》的译文，其中有许多地方与译注时的译文有显著不同，可说是将整部圣经「重新」翻译了一遍。

## 《千禧版圣经》
思高圣经学会为了庆祝千禧年，于2000年特别出版了思高《圣经》千禧珍藏版 Archive.today的存檔，存档日期2013-05-03。这版本特别之处，是它的封面和封底都是用由圣地运来的橄榄木所做成的。
教宗若望保禄二世特别为千禧版《圣经》的读者祝福，编者亦把教宗解释喜年的意义翻译并刊印了出来。而胡振中枢机也为这版本提字。
此外，学会亦藉此机会将1968年《合订本圣经》出版以来，所发现错简之处或部分必要修正的经文一并修订，并将现时思高圣经学会的《合订本圣经》订名为《禧年版圣经》。

## 影響
目前中国天主教基督徒600余万，发行二百一十万册思高圣经译释本。当然，信友人数只是教会的官方公布的保守数字，实际要多些，但是也相差不多。在中国大陆，思高圣经译释本由中國天主教主教團发行。